# Rosetta Cutolo
Pour les articles homonymes, voir Cutolo.
Domenica Rosa Cutolo, dite Rosetta Cutolo (née le 1er janvier 1937 à Ottaviano (Campanie) et morte le 14 octobre 2023 dans la même ville), est une mafieuse italienne.
Elle est la sœur d'un célèbre parrain de la Camorra, Raffaele Cutolo, chef de la Nuova Camorra Organizzata (NCO), une organisation fondée pour renouveler la Camorra. Comme Raffaele passait la plupart de son temps derrière les barreaux, d'où il donnait ses instructions, l'organisation quotidienne de l'entreprise revenait à sa sœur aînée Rosetta. 
Son surnom était « Occh'egghiaccio » (« yeux de glace »).

## Biographie

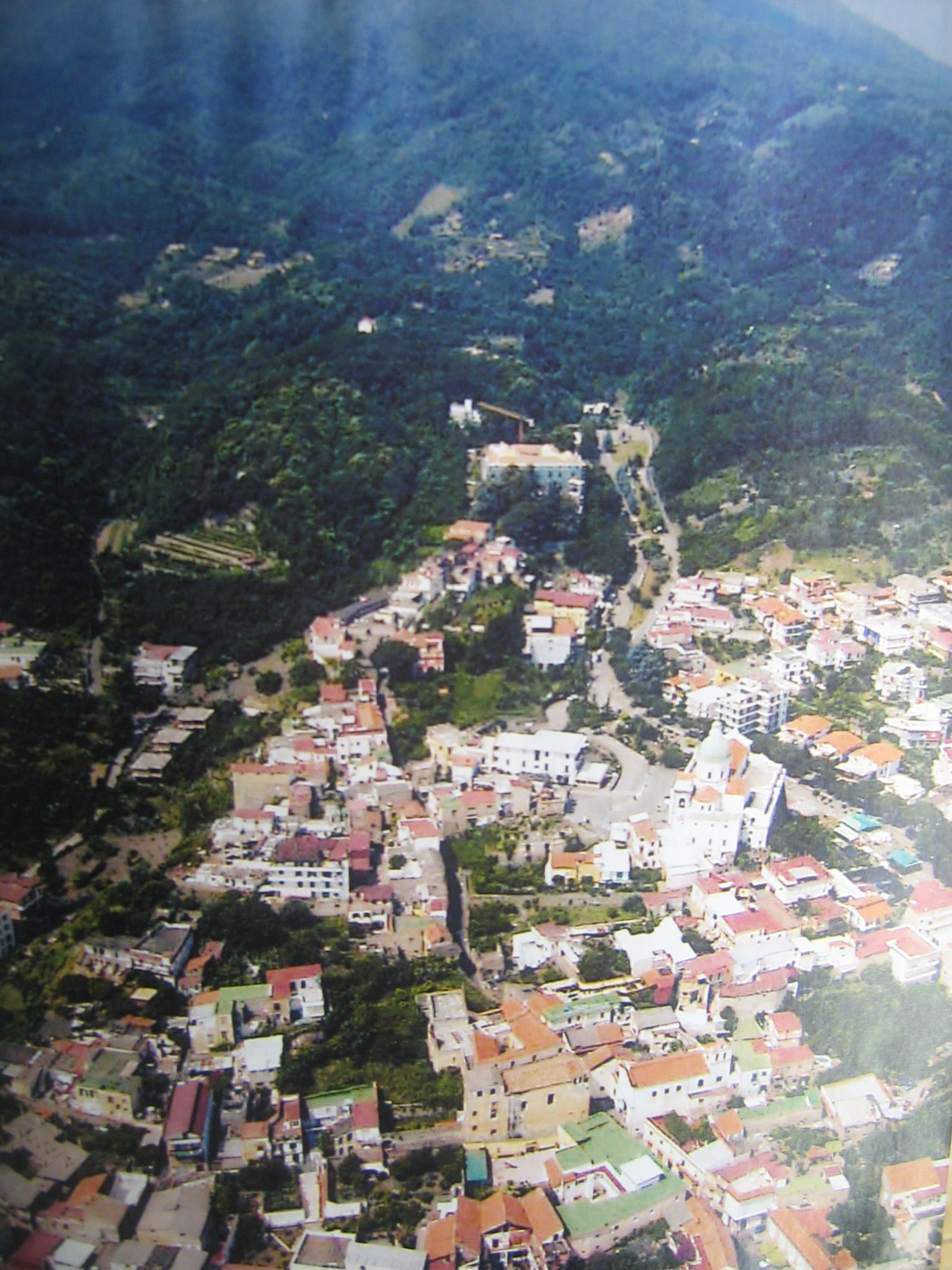
Ottaviano où est née Rosetta Cutolo.

Rosetta Cutolo a vécu seule pendant des années avec sa mère à Ottaviano, près de Naples, en vendant des roses. Au même moment et pendant plus de 15 ans, elle était le bras armé de son frère, en transmettant ses ordres pendant qu'il était en prison et en motivant ses disciples dévoués. Sans elle, la NCO se serait effondrée.
Elle entretient une relation ambiguë d'amour et de haine mêlés avec son  frère, qui crée le scandale en donnant des interviews et des discours en pleine salle d'audience, tandis qu'elle garde un profil bas. Selon leur avocat Paolo Trofino, leurs rapports étaient orageux : « Ils ont souvent des désaccords. Elle pense qu'il parle trop. Elle préférerait qu'il ne donne pas d'interviews »”. Elle siégeait au quartier général de la Nuova Camorra Organizzata (NCO), le Castello mediceo (it), un vaste palais du XIe siècle comprenant 365 chambres et un grand parc avec des courts de tennis et une piscine. Le château avait été acheté pour plusieurs milliards de lires et servait de contact direct entre les Cutolo et les prisons de Poggioreale et Ascoli Piceno,. Rosetta y tenait la comptabilité de l'organisation et pourvoyait assistance juridique et économique aux familles des prisonniers.
Rosetta Cutolo négociait avec les barons de la cocaïne sud-américaine, a échoué de peu à faire sauter le siège de la police[Laquelle ?] et a été glamourisée[Quoi ?] dans un film, Il Camorrista. Elle a participé, au même titre que le bras droit de Raffaele, Vincenzo Casillo, à une réunion au sommet réunissant des représentants de la Cosa nostra et les clans de la Camorra, pour tenter de mettre fin à la guerre sanglante entre la NCO et ses rivaux de la Nuova Famiglia.

### Cavale
En octobre 1981, la police fait irruption dans son fief alors qu'elle préside une réunion de la NCO. Rosetta Cutolo s'échappe dissimulée sous un tapis dans une voiture pilotée par le prêtre du voisinage pour passer les checkpoints. Elle n'a ensuite plus été vue en public pendant plus de 10 ans, et a dirigé les opérations cachée dans plusieurs villes différentes.

### Arrestation
En février 1993, Rosetta Cutolo se rend d'elle-même après la découverte de sa cachette par la police. Elle se présente à l'entrée du commissariat et déclare : « je suis fatiguée d'être une fugitive ». Elle avait été condamnée par contumace en 1990 à neuf ans de prison pour appartenir à la Mafia, peine réduite par la suite à cinq ans. Les procureurs ont allégué qu'elle avait dirigé l'organisation de son frère. Elle est acquittée de neuf accusations de meurtre, ayant réussi à convaincre les autorités qu'elle était inoffensive, aidée par son image de dame mal attifée.
Son frère a toujours maintenu que Rosetta ne savait rien de ses activités criminelles et qu'elle ne faisait que ce qu'il lui demandait : « Rosetta n'a jamais été une Camorrista... Elle n'a fait que m'écouter et m'envoyer quelques valises d'argent pour les prisonniers, comme je lui ai demandé. ». Néanmoins, il est clair que Cutolo a toujours voulu maintenir une organisation purement masculine, fondée sur des principes comme la fraternité des criminels. Il ne pouvait donc ouvertement confier un rôle important à sa sœur. Mais on peut aussi considérer qu'il ne voulait tout simplement pas la mettre en cause, et que c'est la raison pour laquelle il a toujours certifié qu'elle était innocente.

## Rôle dans la NCO
Plusieurs membres importants ne croient pas qu'en tant que femme Rosetta Cutolo ait pu tenir un rôle important. Par exemple, l'ancien lieutenant et pentito de la NCO, Pasquale Barra a déclaré : « Qu'est-ce que Rosa Cutolo a à voir avec ça? Qu'est-ce que les femmes ont à voir avec la Camorra? ».
Cependant, d'après le procureur Antonio Laudati qui a interrogé Raffaele Cutolo à de nombreuses reprises, sa sœur était la véritable cheffe de la NCO : « Son frère a toujours été sous la coupe de sa forte personnalité. Il est resté en prison pendant 30 ans ; pendant ce temps, elle est devenue de son propre chef la véritable dirigeante de la Nuova Camorra Organizzata ».